# Vovoúsa
Vovoúsa (Vovousa) är en ort i Grekland.   Den ligger i prefekturen Nomós Ioannínon och regionen Epirus, i den nordvästra delen av landet, 300 km nordväst om huvudstaden Aten. Vovoúsa ligger 1 101 meter över havet och antalet invånare är 115.
Terrängen runt Vovoúsa är huvudsakligen kuperad, men åt nordväst är den bergig. Vovoúsa ligger nere i en dal.Runt Vovoúsa är det glesbefolkat, med 8 invånare per kvadratkilometer. Närmaste större samhälle är Perivólion- PREVALE, 7,4 km nordost om Vovoúsa. I omgivningarna runt Vovoúsa växer i huvudsak blandskog.